# Sergio Pezzotta
Sergio Fabián Pezzotta (né le 28 novembre 1967 à Rosario) est un arbitre argentin de football qui débuta en 1999 et devient international dès 2000.

## Carrière
Il a officié dans des compétitions majeures : 
- Recopa Sudamericana 2007 (finale aller)
- Copa América 2007 (3 matchs)
- Copa América 2011 (3 matchs)
- Copa Libertadores 2011 (finale retour)